# 佛罗里达大沼泽地
佛罗里达大沼泽（英語：Everglades）是位于美国佛罗里达州南部的亚热带沼泽地，形成了世间绝无仅有的生态系统，联合国教科文组织和湿地公约将其列为世界上最重要的三个湿地之一。该系统开始于奥兰多附近的基西米河，该河流入广阔而浅水的奥基乔比湖。
这块湿地包括大片的草地沼泽，有160千米长，97千米宽的地带，其中有上万个由不到一米高的小树组成的岛屿，这些岛屿从4千到4万平方米大小，另外有650平方千米的比较干燥的地区覆盖着松科树木，有6200平方千米是生长着高大的热带柏科树木的沼泽，810平方千米的红树林，2100平方千米的佛罗里达海湾，生长着大量的水草，被成为“草的海洋”。
湿地主要依靠自身水分蒸发和植物释放的水汽，形成降雨，维持水分的平衡。
在1920年代，北部有27%的区域被开发为农业地带，目前南部已经成为美国的国家公园，美国政府并且设立了一个大沼泽的综合恢复计划项目，以保护大沼泽的生态系统，2008年2月，佛罗里达州政府宣布了一个耗资$40–50亿美元的规划。

## 历史
人類在佛羅里達半島南部地區的居住可以追溯到1500年前。在歐洲人殖民化之前，該地區由當地的卡魯薩部落（Calusa Tribe）和特克斯塔部落（Tequesta Tribe）統治。隨著西班牙人的殖民化，這兩個部落在隨後的兩個世紀裡逐漸衰落。塞米諾爾人（Seminole）主要是由向北方征戰的克里克人（Creek）組成，在19世紀初的塞米诺尔战争（Seminole Wars）中，他們在被從佛羅里達州北部逼入大沼澤區後，同化了其他民族，創造了新的文化。在適應了該地區後，他們得以抵抗美軍的驅逐。
1848年，想要開發種植園的移民來到該地區，他們首先提出了在大沼澤區進行排水，但直到1882年才嘗試過這種類型的工作。運河在整個20世紀上半葉修建，刺激了南佛羅里達州的經濟，促使土地開發。1947年，國會成立了中南佛羅里達州中南部防洪工程，修建了1400英里（2300公里）的運河、堤壩和水控制裝置。這時，邁阿密大都會區的面積大幅增長，大沼澤區的水被引流到城市。大沼澤區的一部分被改造成農田，主要作物是甘蔗。大約50%的原始沼澤地被開發成了農業或城市地區。
在這一時期的快速發展和環境退化之後，該生態系統在1970年代開始受到保護團體的顯著關注。在國際上，教科文組織和《拉姆薩爾公約》將大沼澤區指定為全球重要濕地區。在大沼澤區國家公園以北6英里（9.7公里）的大型機場的建設被阻止了，因為一項環境研究發現，它將嚴重破壞南佛羅里達州的生態系統。隨著人們對該地區的認識和重視程度的提高，在20世紀80年代，隨著一條拉直基西米河的運河被拆除，恢復工作開始進行。然而，該地區的發展和可持續發展問題仍然存在。大沼澤區的惡化，包括奧基喬比湖的水質惡化，與南佛羅里達州城市地區生活質量下降有關。2000年，為瞭解決這些問題，國會批准了《沼澤地綜合修復計劃》。迄今為止，它是歷史上最昂貴和最全面的環境恢復嘗試，但其實施卻面臨著政治上的複雜問題。

### 空難事故
1963年2月12日，西北東方航空705號班機從邁阿密起飛後不久在空中解體，墜入大沼澤地，機上43人全部遇難。
1972年12月29日，東方航空401號班機在大沼澤地墜毀，造成101人遇難，75人倖存。事故起因是飛行員的失誤。
1996年5月11日，瓦盧杰航空592號班機在大沼澤地墜毀，機上110人全部遇難。事故起因是飛機貨艙起火。